# 威斯納 (內布拉斯加州)
威斯納（英語：Wisner）是位於美國內布拉斯加州卡明縣的城市。

## 人口
根據2020年美國人口普查的數據，威斯納的面積為3.31平方千米，當中陸地面積為3.24平方千米，而水域面積為0.07平方千米。當地共有人口1239人，而人口密度為每平方千米374人。